# Germaine Brée
Germaine Brée (* 2. Oktober 1907 in Lasalle, Département Gard; † 22. September 2001 in Winston-Salem) war eine US-amerikanische Romanistin und Literaturwissenschaftlerin französischer Herkunft.

## Leben und Werk
Germaine Brée wurde in Südfrankreich geboren als Tochter einer protestantischen frankophonen Mutter und eines anglophonen Vaters. Sie verbrachte einen großen Teil ihrer Kindheit auf den englischsprachigen Kanalinseln Guernsey (1912–1917) und Jersey (1917–1922). Sie studierte von 1922 bis 1926 in Nîmes (Ecole normale), von 1926 bis 1931 in Paris, von 1931 bis 1932 am Bryn Mawr College und  bestand 1932 die Agrégation d’Anglais. Von 1932 bis 1936 unterrichtete sie in Oran.
Dann ging sie zurück in die Vereinigten Staaten und lehrte ab 1936 am Bryn Mawr College (zuerst als Lecturer, später als Professorin, 1943–1945 unterbrochen durch freiwilligen Dienst in der französischen Armee). Ab 1953 hatte sie an der New York University (Washington Square College) den Lehrstuhl für Französisch und war ab 1954 Leiterin des Departments. Von 1960 bis 1973 lehrte sie an der University of Wisconsin–Madison als Vilas Professor im Institute for Research in the Humanities, von 1973 bis zur Emeritierung 1984 als Kenan Professor of Humanities an der Wake Forest University in Winston-Salem, ferner als Gastprofessorin an der Princeton University, am Williams College und an der Ohio State University.
Seit 1952 war sie US-amerikanische Staatsbürgerin. 1954 gründete sie in New York das Kulturzentrum La Maison Française. 1965 wurde sie in die American Philosophical Society und 1972 in die American Academy of Arts and Sciences gewählt. 1975 war sie Vorsitzende der Modern Language Association. Germaine Brée war Trägerin zahlreicher Ehrungen und Auszeichnungen, u. a. der Ehrenlegion.

## Werke

### Autor
- Du 'Temps perdu' au 'Temps retrouvé'. Introduction à l'oeuvre de Marcel Proust, Paris 1950, 1969 (englisch: Marcel Proust and deliverance from time, New Brunswick 1955, Westport 1981)
- André Gide. L'insaisissable Protée. Etude critique de l'oeuvre d'André Gide, Paris 1953, 1970, u.d. T. Gide, New Brunswick 1963
- (mit Margaret Guiton) An age of fiction. The French novel from Gide to Camus, New Brunswick 1957 (deutsch: Aufstand des Geistes. Das Phänomen der französischen Literatur von Gide bis Camus, München 1960)
- Camus. A critical study, New Brunswick 1959, 1964 (deutsch: Albert Camus. Gestalt und Werk, Reinbek 1960)
- Camus. A collection of critical essays, Englewood Cliffs 1962
- Albert Camus, New York/London 1964
- The World of Marcel Proust, Boston/London 1967
- Women writers in France. Variations on a theme, New Brunswick 1971
- Camus and Sartre. Crisis and commitment, New York 1972
- Narcissus absconditus. The problematic art of autobiography in contemporary France, Oxford 1978
- Le XXe siècle. 2, 1920-1970, Paris 1978 (Littérature française 16, hrsg. von Claude Pichois) (englisch: Twentieth-century French literature, Chicago/London 1983)
- (mit Édouard Morot-Sir) Du Surréalisme à l'empire de la critique, Paris 1984, 1990, 1996 (Littérature française 9, hrsg. von Claude Pichois)
- Le monde fabuleux de J.M.G. Le Clézio, Amsterdam 1990

### Herausgeber
- (Hrsg. mit  Carlos Lynes, jr.) Marcel Proust. Combray, New York 1952
- (Hrsg. mit  Carlos Lynes, jr.) Albert Camus, L’Etranger, New York 1955, London 1970
- (Hrsg. mit Charles Carlut) France de nos jours, New York 1957, 1962
- (Hrsg. mit Anne Prioleau Jones) Hier et aujourd’hui. Premières lectures littéraires, New York 1958
- (Hrsg.) Twentieth century French literature. An anthology of prose & poetry, New York 1962
- (Hrsg. mit Micheline Dufau) Voix d’aujourd’hui, New York 1964
- (Hrsg. mit Alexander Y. Kroff) Twentieth century French drama, New York 1969
- (Hrsg. mit George Bernauer) Defeat and beyond. An anthology of French wartime writing 1940-1945, New York 1970
- (Hrsg. mit Georges Markow-Totevy) Contes et nouvelles 1950–1970, New York 1970
- (Hrsg.) Albert Camus, La Chute, Paris 1986